# Tamás Nádasdy
Tamás Nádasdy de Nádasd et Fogarasföld (Buda, 1498 – Egervár, 2 giugno 1562) è stato un militare ungherese, dal 1554 conte palatino.
Dopo la morte di Luigi II d'Ungheria nella Battaglia di Mohács (1526) si schierò con il cognato di Luigi, Ferdinando d'Asburgo.
Passò tutta la vita a combattere i Turchi, di cui cadde anche prigioniero. Simpatizzante di Giovanni I d'Ungheria, alla morte di questi tornò alla fedeltà per Ferdinando.
Dal 1537 fu bano di Slavonia e Croazia.